# Voyage au paradis
Pour plus de détails, voir Fiche technique et Distribution.
Voyage au paradis (connu aussi sous le titre Un voyage au paradis, titre original : Never Weaken) est un court métrage de comédie américain, en noir et blanc et muet, réalisé par Fred C. Newmeyer et Sam Taylor et sorti en 1921. Ce film met en scène le comique Harold Lloyd dans son dernier court métrage.

## Synopsis

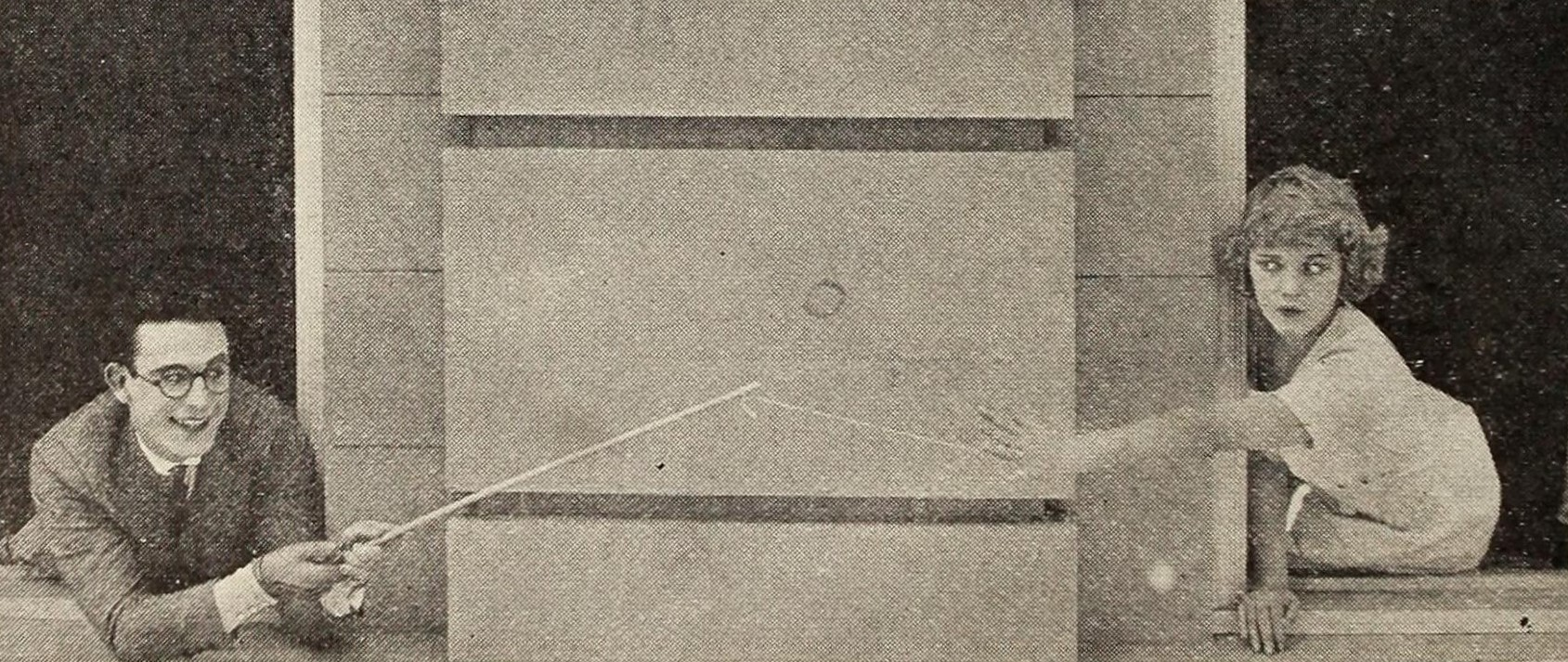
Harold Lloyd et Mildred Davis

Un jeune homme est entiché d'une jeune femme qui travaille dans un bureau à côté du sien. Lorsqu'il apprend que celle-ci va bientôt se marier, il décide de se suicider, mais rencontre des difficultés imprévues dans l'exécution de son projet…

## Fiche technique

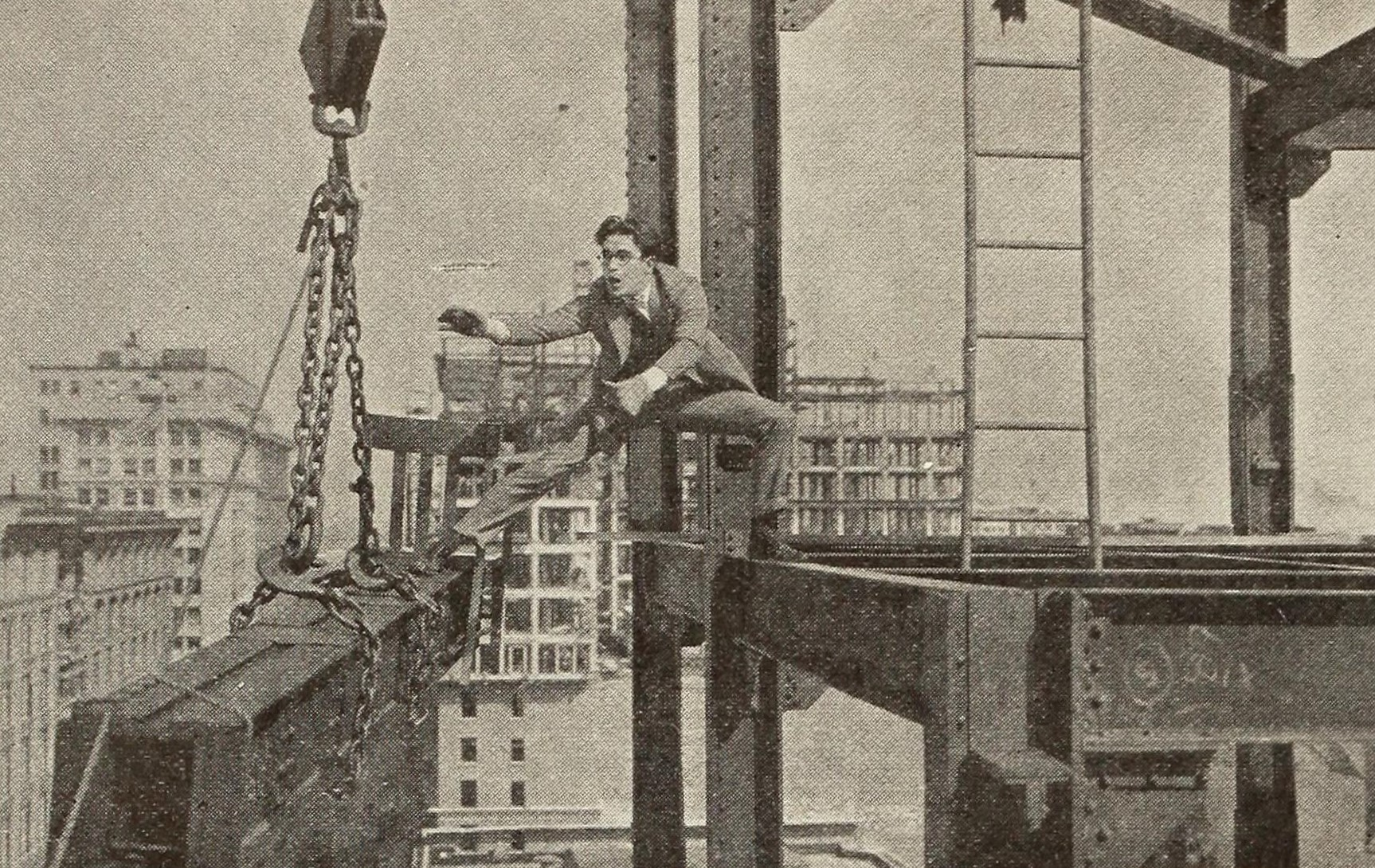
Harold Lloyd

- Titre : Voyage au paradis ou Un voyage au paradis
- Titre original : Never Weaken
- Réalisation : Fred C. Newmeyer, Sam Taylor
- Scénario : Hal Roach, Sam Taylor, H.M. Walker
- Musique : Robert Israel (pour l'édition vidéo de 2002)
- Production : Hal Roach, Rolin Films
- Pays de production :  États-Unis
- Genre : Comédie
- Durée : 19 minutes
- Dates de sortie :
  - États-Unis : 22 octobre 1921
  - France : 6 novembre 1925

## Distribution
- Harold Lloyd : le jeune homme
- Mildred Davis : la jeune femme
- Roy Brooks : l'autre homme
- Charles Stevenson : le policier
- William Gillespie : le docteur (non crédité)
- Helen Gilmore : apparition (non créditée)
- Wallace Howe : apparition (non crédité)
- Robert Emmett O'Connor : apparition (non crédité)
- Vera White (en) : apparition (non créditée)

## Récompenses et distinctions

### Nominations
- Saturn Award 2006 :
  - Saturn Award de la meilleure collection DVD (au sein du coffret Harold Lloyd Collection)